# گلاسیر گرل
گلاسیر گرل (به انگلیسی: Glacier Girl) یک هواگرد ساختِ کارخانهٔ لاکهید کورپوریشن در کشور ایالات متحده آمریکا است.